# Marcia funebre in memoria di Rikard Nordraak
La Marcia funebre in memoria di Rikard Nordraak (in norvegese: Sørgemarsj over Rikard Nordraak) è una composizione di Edvard Grieg, scritta nel 1866 in onore del compositore Rikard Nordraak, autore dell'inno nazionale norvegese.
Grieg la scrisse dapprima per pianoforte, in la minore e senza numero d'opera, coerentemente con l'iniziale destinazione privata alla memoria dell'amico, morto di tisi all'età di ventitré anni. Soltanto nel 1892 ne creò una versione in si♭ minore per banda o orchestra d'ottoni.
Alle esequie di Grieg nel 1907 fu eseguita una versione per orchestra sinfonica arrangiata da Johan Halvorsen.